# Dicranopygium latissimum
Dicranopygium latissimum är en enhjärtbladig växtart som beskrevs av Gunnar Wilhelm Harling. Dicranopygium latissimum ingår i släktet Dicranopygium och familjen Cyclanthaceae.
Artens utbredningsområde är Peru. Inga underarter finns listade.